# Leptogium adpressum
Leptogium adpressum är en lavart som beskrevs av Nyl. Leptogium adpressum ingår i släktet Leptogium och familjen Collemataceae.   Inga underarter finns listade i Catalogue of Life.